# Saint-Aubin-de-Locquenay

Saint-Aubin-de-Locquenay este o comună în departamentul Sarthe, Franța. În 2009 avea o populație de 702 de locuitori.